# Hit the Ice
Hit the Ice släpptes 1990 som arkadspel, och är ett ishockeyspel från Taito.I arkadversionen har varje lag tre man på isen samtidigt, inte sex som i verkligheten.
Spelet porterades även till flera av hemkonsolerna, och då tillkom fler lag och spelare. I SNES-versionen bär lagen namn efter färgerna: Montreal Reds, New York Blues, LA Yellows, Toronto Whites, Chicago Orange och Minneapolis Green. NES-versionen släpptes aldrig kommersiellt.

### Fotnoter
1. ↑  ”Hit the Ice” (på engelska). Arcade Museum. 11 mars 1990. http://www.arcade-museum.com/game_detail.php?game_id=8123. Läst 30 april 2015.